# 楊敏
楊 敏（繁体字中国語: 楊 敏、英語: Yang Min、ヤン・ミン、1994年11月4日 - ）は、中国の女子ラグビー選手。

## プロフィール
- 中国出身[1]。
- ポジションはスクラムハーフ(SH)。
- 身長 178cm、体重 70kg

## 略歴
2021年、東京五輪の7人制女子中国代表の主将を務めた。